# 魁北克省蒙特婁聖殿
魁北克蒙特婁聖殿（英語：Montreal Quebec Temple）是耶穌基督後期聖徒教會的第86座運行的聖殿。

## 聖殿歷史
這座聖殿於1998年8月6日宣布宣布，是加拿大建造的第六座聖殿。該聖殿是和許多其他教會的聖殿同時宣佈的，教會當時的總會會長戈登·興格萊（Gordon B. Hinckley）希望在2000年底之前建成，以便在全世界擁有100座運行的聖殿。
教會七十員蓋瑞·戈曼長老（Gary J. Coleman）主持了1999年4月9日舉行了奠基儀式。這座聖殿落在魁北克省隆格伊，佔地0.97公頃。這座聖殿於2000年5月20日至27日向公眾開放。儘管開放時間很短，但仍有一萬多人參觀了這座聖殿。
興格萊會長於2000年6月4日奉獻了魁北克蒙特婁聖殿。大約6,000名成員參加了聖殿的四屆奉獻會議。該聖殿為12,200多名教會成員在魁北克省、安大略省東部、紐約州北部和佛蒙特州服務。
該聖殿總面積為1,073平方公尺，設有兩個教儀室和兩個印證室。外部飾面由佛蒙特州北部的伯特利白色花崗岩製成。
該聖殿於2014年关閉以進行翻新。2015年11月5日星期四至2015年11月14日星期六，不包括星期日，舉行了公眾開放日。教會總會會長團第二諮理亨利·艾寧（Henry B. Eyring）2015年11月22日重新奉獻。
在2020年，魁北克蒙特婁聖殿因冠状病毒大流行而关閉。

## 外部連結
1. ↑  , Church News, June 10, 2000
2. ↑  , Church News, April 17, 1999
3. ↑  , Church News, June 10, 2000
4. ↑  , Newsroom (LDS Church), 2015-04-30  [2021-05-04], （原始内容存档于2021-05-04）
5. ↑  Stack, Peggy Fletcher. "All Latter-day Saint temples to close due to coronavirus" （页面存档备份，存于）, The Salt Lake Tribune, 26 March 2020. Retrieved on 28 March 2020.